# La Chapelle-sur-Loire
La Chapelle-sur-Loire ist eine französische Gemeinde mit 1.472 Einwohnern (Stand: 1. Januar 2022) im Département Indre-et-Loire in der Region Centre-Val de Loire; sie gehört zum Arrondissement Chinon und zum Kanton Langeais.

## Geographie
La Chapelle-sur-Loire liegt etwa 39 Kilometer westsüdwestlich von Tours an der Loire. Umgeben wird La Chapelle-sur-Loire von den Nachbargemeinden Bourgueil und Restigné im Norden, Coteaux-sur-Loire im Osten und Nordosten, Rigny-Ussé im Osten und Südosten, Huismes und Avoine im Süden sowie Chouzé-sur-Loire im Westen.
Der Ort hat einen Bahnhof an der Bahnstrecke Tours–Saint-Nazaire.

## Bevölkerungsentwicklung
| Jahr                       | 1962 | 1968 | 1975 | 1982 | 1990 | 1999 | 2006 | 2017 |
| Einwohner                  | 1648 | 1472 | 1275 | 1385 | 1386 | 1481 | 1529 | 1433 |
| Quellen: Cassini und INSEE |      |      |      |      |      |      |      |      |

## Sehenswürdigkeiten
- Kirche Translation-de-Saint-Martin

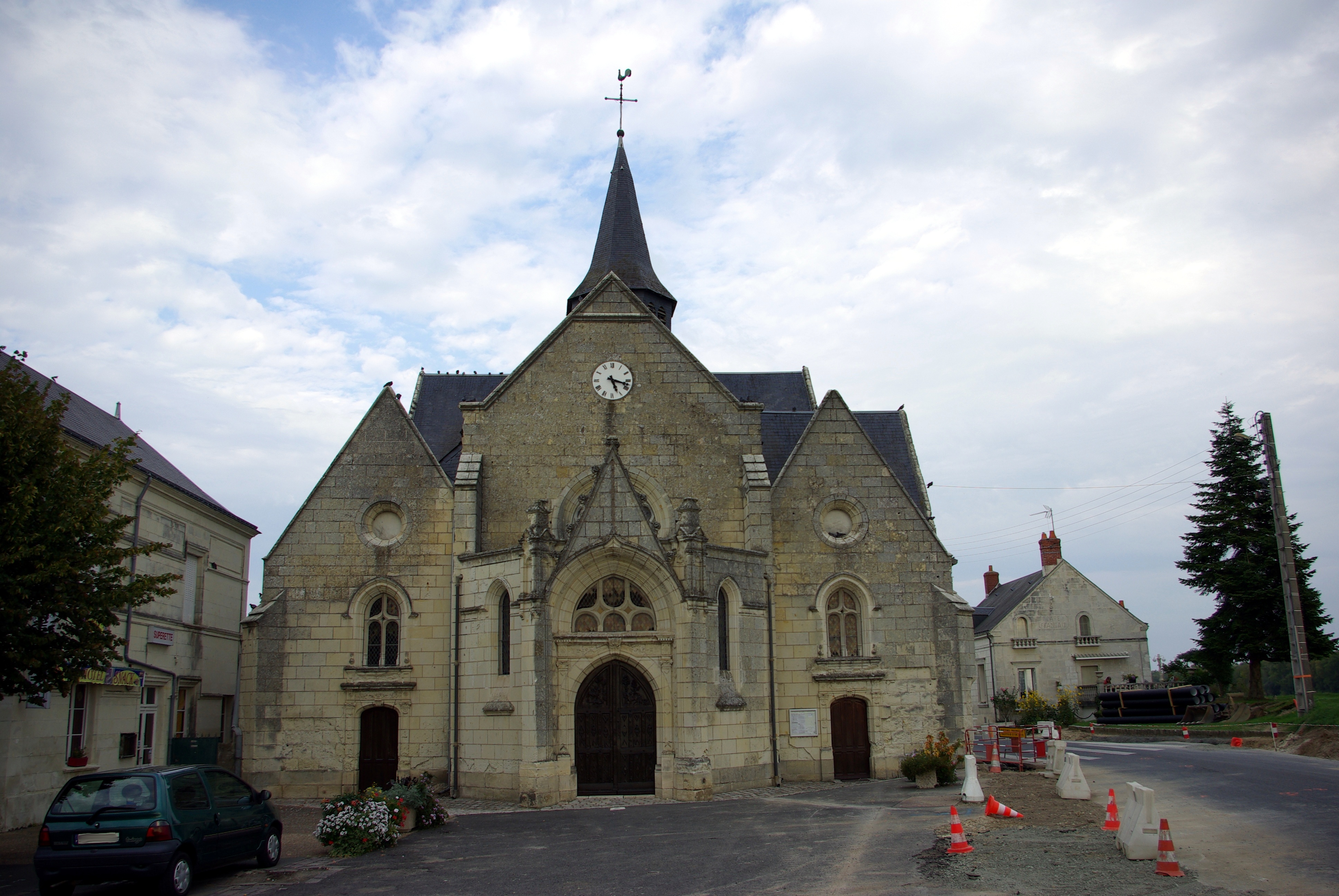
Kirche Translation-de-Saint-Martin